# Churchill Airport
Churchill Airport är en flygplats i Kanada.   Den ligger i provinsen Manitoba, i den östra delen av landet, 1 900 km nordväst om huvudstaden Ottawa. Churchill Airport ligger 28 meter över havet.
Närmaste större samhälle är Churchill, 6 km nordväst om Churchill Airport.